# Dactylamblyops corberai
Dactylamblyops corberai is een aasgarnalensoort uit de familie van de Mysidae. De wetenschappelijke naam van de soort is voor het eerst geldig gepubliceerd in 2011 door San Vicente & Cartes.